# E-Prix di Roma 2021
L'E-Prix di Roma 2021 è stato il secondo appuntamento del Campionato mondiale di Formula E 2020-2021, suddiviso in due gare, che si sono tenute sul circuito cittadino dell'EUR il 10 e l'11 aprile 2021.
La prima gara è stata vinta da Jean-Éric Vergne seguito da Sam Bird e da Mitch Evans, quest'ultimo ha anche effettuato il giro veloce. La Pole Position era stata effettuata da Stoffel Vandoorne.
La seconda gara è stata vinta da Stoffel Vandoorne, che ha anche effettuato il giro veloce, seguito da Alexander Sims e da Pascal Wehrlein. La Pole Position era stata effettuata da Nick Cassidy.

## Gara 1

### Prove libere
| Pos.           | No.            | Pilota             | Squadra                   | Tempo          |
| Prove libere 1 | Prove libere 1 | Prove libere 1     | Prove libere 1            | Prove libere 1 |
| -------------- | -------------- | ------------------ | ------------------------- | -------------- |
| 1              | 11             | Lucas Di Grassi    | Audi Sport ABT Schaeffler | 1:38.785       |
| 2              | 5              | Stoffel Vandoorne  | Mercedes EQ               | 1:38.847       |
| 3              | 4              | Robin Frijns       | Envision Virgin Racing    | 1:39.031       |
| Prove libere 2 |                |                    |                           |                |
| 1              | 28             | Maximilian Günther | BMW i Andretti Motorsport | 1:39.517       |
| 2              | 17             | Nyck de Vries      | Mercedes EQ               | 1:39.709       |
| 3              | 5              | Stoffel Vandoorne  | Mercedes EQ               | 1:39.900       |

### Qualifiche
| Gruppi qualifiche | Gruppi qualifiche | Gruppi qualifiche | Gruppi qualifiche | Gruppi qualifiche | Gruppi qualifiche | Gruppi qualifiche |
| ----------------- | ----------------- | ----------------- | ----------------- | ----------------- | ----------------- | ----------------- |
| Gruppo 1          | DEV (1)           | BIR (2)           | FRI (3)           | MOR (4)           | DAC (5)           | EVA (6)           |
| Gruppo 2          | ROW (7)           | RAS (8)           | SET (9)           | WEH (10)          | MUL (11)          | TUR (12)          |
| Gruppo 3          | SIM (13)          | DIG (14)          | VAN (15)          | LOT (16)          | JEV (17)          | DEN (18)          |
| Gruppo 4          | BUE (19)          | NAT (20)          | CAS (21)          | BLO (22)          | GUE (23)          | LYN (24)          |

| Pos.   | No. | Pilota                 | Squadra                   | Qualifica    | SuperPole | Griglia |
| ------ | --- | ---------------------- | ------------------------- | ------------ | --------- | ------- |
| 1      | 5   | Stoffel Vandoorne      | Mercedes EQ               | 1:38.963     | 1:38.484  | 1       |
| 2      | 36  | André Lotterer         | TAG Heuer Porsche         | 1:38.963     | 1:38.651  | 2       |
| 3      | 22  | Oliver Rowland         | Nissan e.dams             | 1:38.491     | 1:38.889  | 3       |
| 4      | 11  | Lucas Di Grassi        | Audi Sport ABT Schaeffler | 1:39.050     | 1:38.903  | 4       |
| 5      | 25  | Jean-Éric Vergne       | DS Techeetah              | 1:39.066     | 1:38.947  | 5       |
| 6      | 28  | Maximilian Günther     | BMW i Andretti Motorsport | 1:39.068     | 1:39.751  | 11      |
| 7      | 4   | Robin Frijns           | Envision Virgin Racing    | 1:39.081     |           | 6       |
| 8      | 17  | Nyck de Vries          | Mercedes EQ               | 1:39.162     | 7         |         |
| 9      | 99  | Pascal Wehrlein        | TAG Heuer Porsche         | 1:39.241     | 8         |         |
| 10     | 23  | Sébastien Buemi        | Nissan e.dams             | 1:39.348     | 9         |         |
| 11     | 10  | Sam Bird               | Jaguar Racing             | 1:39.443     | 10        |         |
| 12     | 20  | Mitch Evans            | Jaguar Racing             | 1:39.654     | 12        |         |
| 13     | 94  | Alex Lynn              | Mahindra Racing           | 1:39.743     | 13        |         |
| 14     | 71  | Norman Nato            | ROKiT Venturi Racing      | 1:39.762     | 14        |         |
| 15     | 29  | Alexander Sims         | Mahindra Racing           | 1:39.829     | 15        |         |
| 16     | 7   | Sérgio Sette Câmara    | Dragon / Penske Autosport | 1:39.943     | 16        |         |
| 17     | 6   | Nico Müller            | Dragon / Penske Autosport | 1:40.057     | 17        |         |
| 18     | 13  | António Félix da Costa | DS Techeetah              | 1:40.079     | 18        |         |
| 19     | 88  | Tom Blomqvist          | NIO 333                   | 1:40.120     | 21        |         |
| 20     | 27  | Jake Dennis            | BMW i Andretti Motorsport | 1:40.456     | 19        |         |
| 21     | 33  | René Rast              | Audi Sport ABT Schaeffler | 1:48.022     | 20        |         |
| 22     | 37  | Nick Cassidy           | Envision Virgin Racing    | 1:51.081     | 22        |         |
| NC     | 48  | Edoardo Mortara        | ROKiT Venturi Racing      | Nessun tempo | 23        |         |
| NC     | 8   | Oliver Turvey          | NIO 333                   | Nessun tempo | Pit lane  |         |
| Fonte: |     |                        |                           |              |           |         |

### Gara
| Pos.   | No. | Pilota                 | Squadra                   | Giri | Tempo/Ritiro       | Griglia | Punti |
| ------ | --- | ---------------------- | ------------------------- | ---- | ------------------ | ------- | ----- |
| 1      | 25  | Jean-Éric Vergne       | DS Techeetah              | 24   | 48:47.177          | 5       | 25    |
| 2      | 10  | Sam Bird               | Jaguar Racing             | 24   | +0.461             | 10      | 18    |
| 3      | 20  | Mitch Evans            | Jaguar Racing             | 24   | +0.756             | 12      | 15+1  |
| 4      | 4   | Robin Frijns           | Envision Virgin Racing    | 24   | +1.034             | 6       | 12    |
| 5      | 23  | Sébastien Buemi        | Nissan e.dams             | 24   | +3.142             | 9       | 10    |
| 6      | 33  | René Rast              | Audi Sport ABT Schaeffler | 24   | +3.534             | 20      | 8     |
| 7      | 99  | Pascal Wehrlein        | TAG Heuer Porsche         | 24   | +3.918             | 8       | 6     |
| 8      | 94  | Alex Lynn              | Mahindra Racing           | 24   | +5.720             | 13      | 4     |
| 9      | 28  | Maximilian Günther     | BMW i Andretti Motorsport | 24   | +18.296            | 11      | 2     |
| 10     | 88  | Tom Blomqvist          | NIO 333                   | 24   | +19.089            | 21      | 1     |
| 11     | 71  | Norman Nato            | ROKiT Venturi Racing      | 24   | +20.045            | 14      |       |
| 13     | 22  | Oliver Rowland         | Nissan e.dams             | 24   | +20.270            | 3       | 1     |
| 13     | 6   | Nico Müller            | Dragon / Penske Autosport | 24   | +21.155            | 17      |       |
| 14     | 36  | André Lotterer         | TAG Heuer Porsche         | 24   | +22.987            | 2       |       |
| 15     | 37  | Nick Cassidy           | Envision Virgin Racing    | 24   | +23.763            | 22      |       |
| 16     | 7   | Sérgio Sette Câmara    | Dragon / Penske Autosport | 24   | +26.415            | 16      |       |
| Rit    | 11  | Lucas Di Grassi        | Audi Sport ABT Schaeffler | 21   | Trasmissione       | 4       |       |
| Rit    | 17  | Nyck de Vries          | Mercedes EQ               | 21   | Incidente          | 7       |       |
| Rit    | 5   | Stoffel Vandoorne      | Mercedes EQ               | 21   | Incidente          | 1       | 3     |
| Rit    | 13  | António Félix da Costa | DS Techeetah              | 20   | Foratura           | 18      |       |
| Rit    | 27  | Jake Dennis            | BMW i Andretti Motorsport | 17   | Incidente          | 19      |       |
| Rit    | 48  | Edoardo Mortara        | ROKiT Venturi Racing      | 10   | Problemi elettrici | 23      |       |
| Rit    | 29  | Alexander Sims         | Mahindra Racing           | 2    | Incidente          | 15      |       |
| NP     | 8   | Oliver Turvey          | NIO 333                   | -    | Non partito        | NQ      |       |
| Fonte: |     |                        |                           |      |                    |         |       |

### Classifiche
La classifica dopo gara 1:
Classifica piloti
| +/-    | Pos | Pilota                 | Punti |
| ------ | --- | ---------------------- | ----- |
|        | 1   | Sam Bird               | 43    |
|        | 2   | Robin Frijns           | 34    |
|        | 3   | Nyck de Vries          | 32    |
|        | 4   | Mitch Evans            | 31    |
|        | 5   | Jean-Éric Vergne       | 25    |
|        | 6   | René Rast              | 21    |
|        | 7   | Edoardo Mortara        | 18    |
|        | 8   | Pascal Wehrlein        | 17    |
|        | 9   | António Félix da Costa | 15    |
|        | 10  | Oliver Rowland         | 15    |
|        | 11  | Sérgio Sette Câmara    | 12    |
|        | 12  | Nico Müller            | 10    |
|        | 13  | Sébastien Buemi        | 10    |
|        | 14  | Oliver Turvey          | 9     |
|        | 15  | Stoffel Vandoorne      | 7     |
|        | 16  | Alexander Sims         | 6     |
|        | 17  | Lucas Di Grassi        | 6     |
|        | 18  | Alex Lynn              | 4     |
|        | 19  | Maximilian Günther     | 2     |
|        | 20  | Tom Blomqvist          | 1     |
|        | 21  | Norman Nato            | 0     |
|        | 22  | André Lotterer         | 0     |
|        | 23  | Jake Dennis            | 0     |
|        | 24  | Nick Cassidy           | 0     |
| Fonte: |     |                        |       |

Classifica squadre
| +/-    | Pos | Squadra                          | Punti |
| ------ | --- | -------------------------------- | ----- |
|        | 1   | Jaguar Racing                    | 74    |
|        | 2   | DS Techeetah                     | 40    |
|        | 3   | Mercedes EQ Formula E Team       | 39    |
|        | 4   | Envision Virgin Racing           | 34    |
|        | 5   | Audi Sport ABT Schaeffler        | 27    |
|        | 6   | Nissan e.dams                    | 25    |
|        | 7   | Dragon / Penske Autosport        | 22    |
|        | 8   | ROKiT Venturi Racing             | 18    |
|        | 9   | TAG Heuer Porsche Formula E Team | 17    |
|        | 10  | Mahindra Racing                  | 10    |
|        | 11  | NIO 333 Formula E Team           | 10    |
|        | 12  | BMW i Andretti Motorsport        | 2     |
| Fonte: |     |                                  |       |

## Gara 2

### Prove libere
| Pos.           | No.            | Pilota             | Squadra                   | Tempo          |
| Prove libere 3 | Prove libere 3 | Prove libere 3     | Prove libere 3            | Prove libere 3 |
| -------------- | -------------- | ------------------ | ------------------------- | -------------- |
| 1              | 37             | Nick Cassidy       | Envision Virgin Racing    | 1:40.107       |
| 2              | 28             | Maximilian Günther | BMW i Andretti Motorsport | 1:40.156       |
| 3              | 5              | Stoffel Vandoorne  | Mercedes EQ               | 1:40.662       |

### Qualifiche
| Gruppi qualifiche | Gruppi qualifiche | Gruppi qualifiche | Gruppi qualifiche | Gruppi qualifiche | Gruppi qualifiche | Gruppi qualifiche |
| ----------------- | ----------------- | ----------------- | ----------------- | ----------------- | ----------------- | ----------------- |
| Gruppo 1          | BIR (1)           | FRI (2)           | DEV (3)           | EVA (4)           | JEV (5)           | RAS (6)           |
| Gruppo 2          | MOR (7)           | WEH (8)           | DAC (9)           | ROW (10)          | SET (11)          | BUE (12)          |
| Gruppo 3          | MUL (13)          | TUR (14)          | VAN (15)          | SIM (16)          | DIG (17)          | LYN (18)          |
| Gruppo 4          | GUE (19)          | BLO (20)          | NAT (21)          | LOT (22)          | DEN (23)          | CAS (24)          |

| Pos.   | No. | Pilota                 | Squadra                   | Qualifica    | SuperPole | Griglia |
| ------ | --- | ---------------------- | ------------------------- | ------------ | --------- | ------- |
| 1      | 37  | Nick Cassidy           | Envision Virgin Racing    | 1:56.860     | 1:52.011  | 1       |
| 2      | 71  | Norman Nato            | ROKiT Venturi Racing      | 1:56.006     | 1:52.343  | 2       |
| 3      | 99  | Pascal Wehrlein        | TAG Heuer Porsche         | 1:58.777     | 1:52.630  | 3       |
| 4      | 5   | Stoffel Vandoorne      | Mercedes EQ               | 1:59.105     | 1:54.359  | 4       |
| 5      | 28  | Maximilian Günther     | BMW i Andretti Motorsport | 1:58.274     | 1:54.701  | 5       |
| 6      | 29  | Alexander Sims         | Mahindra Racing           | 1:58.500     | 1:55.598  | 6       |
| 7      | 48  | Edoardo Mortara        | ROKiT Venturi Racing      | 1:59.497     |           | 7       |
| 8      | 22  | Oliver Rowland         | Nissan e.dams             | 1:59.512     | 8         |         |
| 9      | 6   | Nico Müller            | Dragon / Penske Autosport | 1:59.630     | 9         |         |
| 10     | 23  | Sébastien Buemi        | Nissan e.dams             | 1:59.701     | 10        |         |
| 11     | 10  | Sam Bird               | Jaguar Racing             | 1:59.739     | 11        |         |
| 12     | 20  | Mitch Evans            | Jaguar Racing             | 2:00.128     | 12        |         |
| 13     | 11  | Lucas Di Grassi        | Audi Sport ABT Schaeffler | 2:00.150     | 13        |         |
| 14     | 88  | Tom Blomqvist          | NIO 333                   | 2:00.205     | 14        |         |
| 15     | 13  | António Félix da Costa | DS Techeetah              | 2:00.557     | 15        |         |
| 17     | 94  | Alex Lynn              | Mahindra Racing           | 2:00.943     | 16        |         |
| 18     | 8   | Oliver Turvey          | NIO 333                   | 2:01.197     | Pit lane  |         |
| 19     | 17  | Nyck de Vries          | Mercedes EQ               | 2:01.229     | 17        |         |
| 20     | 4   | Robin Frijns           | Envision Virgin Racing    | 2:02.038     | 18        |         |
| 21     | 33  | René Rast              | Audi Sport ABT Schaeffler | 2:02.061     | 19        |         |
| 22     | 25  | Jean-Éric Vergne       | DS Techeetah              | 2:04.864     | 20        |         |
| NC     | 36  | André Lotterer         | TAG Heuer Porsche         | Nessun tempo | 21        |         |
| NC     | 7   | Sérgio Sette Câmara    | Dragon / Penske Autosport | Nessun tempo | 22        |         |
| NC     | 27  | Jake Dennis            | BMW i Andretti Motorsport | Nessun tempo | 24        |         |
| Fonte: |     |                        |                           |              |           |         |

### Gara
| Pos.   | No. | Pilota                 | Squadra                   | Giri | Tempo/Ritiro | Griglia  | Punti |
| ------ | --- | ---------------------- | ------------------------- | ---- | ------------ | -------- | ----- |
| 1      | 5   | Stoffel Vandoorne      | Mercedes EQ               | 23   | 46:52.603    | 4        | 25+1  |
| 2      | 29  | Alexander Sims         | Mahindra Racing           | 23   | +0.666       | 6        | 18    |
| 3      | 99  | Pascal Wehrlein        | TAG Heuer Porsche         | 23   | +2.346       | 3        | 15    |
| 4      | 48  | Edoardo Mortara        | ROKiT Venturi Racing      | 23   | +5.018       | 7        | 12    |
| 5      | 28  | Maximilian Günther     | BMW i Andretti Motorsport | 23   | +5.305       | 5        | 10    |
| 6      | 20  | Mitch Evans            | Jaguar Racing             | 23   | +5.671       | 12       | 8     |
| 7      | 13  | António Félix da Costa | DS Techeetah              | 23   | +6.133       | 15       | 6     |
| 8      | 88  | Tom Blomqvist          | NIO 333                   | 23   | +12.032      | 14       | 4     |
| 9      | 6   | Nico Müller            | Dragon / Penske Autosport | 23   | +12.872      | 9        | 2     |
| 10     | 23  | Sébastien Buemi        | Nissan e.dams             | 23   | +14.795      | 10       | 1     |
| 11     | 25  | Jean-Éric Vergne       | DS Techeetah              | 23   | +15.676      | 20       |       |
| 12     | 7   | Sérgio Sette Câmara    | Dragon / Penske Autosport | 23   | +16.009      | 22       |       |
| 13     | 27  | Jake Dennis            | BMW i Andretti Motorsport | 23   | +16.352      | 24       |       |
| 14     | 8   | Oliver Turvey          | NIO 333                   | 23   | +17.134      | Pit lane |       |
| 15     | 36  | André Lotterer         | TAG Heuer Porsche         | 23   | +17.838      | 21       |       |
| 16     | 22  | Oliver Rowland         | Nissan e.dams             | 23   | +21.140      | 8        |       |
| 17     | 94  | Alex Lynn              | Mahindra Racing           | 23   | +37.697      | 16       |       |
| 18     | 4   | Robin Frijns           | Envision Virgin Racing    | 23   | +43.103      | 18       |       |
| Rit    | 10  | Sam Bird               | Jaguar Racing             | 22   | Incidente    | 11       |       |
| Rit    | 17  | Nyck de Vries          | Mercedes EQ               | 22   | Incidente    | 17       |       |
| Rit    | 37  | Nick Cassidy           | Envision Virgin Racing    | 21   | Incidente    | 1        | 3     |
| Rit    | 33  | René Rast              | Audi Sport ABT Schaeffler | 19   | Incidente    | 19       |       |
| Rit    | 11  | Lucas Di Grassi        | Audi Sport ABT Schaeffler | 7    | Incidente    | 13       |       |
| SQ     | 71  | Norman Nato            | ROKiT Venturi Racing      | 23   | Squalificato | 2        | 1     |
| Fonte: |     |                        |                           |      |              |          |       |

### Classifiche
La classifica dopo gara 2:
Classifica piloti
| +/-    | Pos | Pilota                 | Punti |
| ------ | --- | ---------------------- | ----- |
|        | 1   | Sam Bird               | 43    |
|        | 2   | Mitch Evans            | 39    |
|        | 3   | Robin Frijns           | 34    |
|        | 4   | Stoffel Vandoorne      | 33    |
|        | 5   | Nyck de Vries          | 32    |
|        | 6   | Pascal Wehrlein        | 32    |
|        | 7   | Edoardo Mortara        | 30    |
|        | 8   | Jean-Éric Vergne       | 25    |
|        | 9   | Alexander Sims         | 24    |
|        | 10  | António Félix da Costa | 21    |
|        | 11  | René Rast              | 21    |
|        | 12  | Oliver Rowland         | 15    |
|        | 13  | Sérgio Sette Câmara    | 12    |
|        | 14  | Nico Müller            | 12    |
|        | 15  | Maximilian Günther     | 12    |
|        | 16  | Sébastien Buemi        | 11    |
|        | 17  | Oliver Turvey          | 9     |
|        | 18  | Lucas Di Grassi        | 6     |
|        | 19  | Tom Blomqvist          | 5     |
|        | 20  | Alex Lynn              | 4     |
|        | 21  | Nick Cassidy           | 3     |
|        | 22  | Norman Nato            | 1     |
|        | 23  | André Lotterer         | 0     |
|        | 24  | Jake Dennis            | 0     |
| Fonte: |     |                        |       |

Classifica squadre
| +/-    | Pos | Squadra                          | Punti |
| ------ | --- | -------------------------------- | ----- |
|        | 1   | Jaguar Racing                    | 82    |
|        | 2   | Mercedes EQ Formula E Team       | 65    |
|        | 3   | DS Techeetah                     | 46    |
|        | 4   | Envision Virgin Racing           | 37    |
|        | 5   | TAG Heuer Porsche Formula E Team | 32    |
|        | 6   | ROKiT Venturi Racing             | 31    |
|        | 7   | Mahindra Racing                  | 28    |
|        | 8   | Audi Sport ABT Schaeffler        | 27    |
|        | 9   | Nissan e.dams                    | 26    |
|        | 10  | Dragon / Penske Autosport        | 24    |
|        | 11  | NIO 333 Formula E Team           | 14    |
|        | 12  | BMW i Andretti Motorsport        | 12    |
| Fonte: |     |                                  |       |